# Ici Limousin
Ici Limousin, anciennement France Bleu Limousin, est une station de radio généraliste du réseau Ici de Radio France. Elle a pour zone de service la Haute-Vienne et la Corrèze. 
Elle a commencé à émettre en 1926 sous le nom « Radio Limoges », « Limoges PTT » ou encore « Radio France Limoges ».
Le 4 septembre 2000, les radios locales de Radio France sont réunies dans le réseau France Bleu, fournissant un programme commun national que reprennent les programmes locaux des stations locales.

## Historique

### 1926-1945: la radio publique en Limousin jusqu'à la Libération
- Août 1926[1] : « Radio Limoges » émet pour la première fois pendant quatre mois.
- Mai 1927[2] : les PTT deviennent propriétaires de l'émetteur et diffusent épisodiquement des programmes de l’école supérieure des PTT.
- 1934 : « Limoges PTT » commence à émettre régulièrement.
- 1940 : la Radio nationale de Vichy remplace « Limoges PTT ». La Résistance sabote les émetteurs.
- 1945 : Georges-Emmanuel Clancier, le poète-romancier et enfant du pays, remet en service « Radio Limoges » à la Libération.

### 1950-2000: rapprochement puis détachement d'avec la télévision
- 1950 : « Limoges Centre-Ouest » émet en ondes moyennes audible jusqu'au Maroc. Le nom de Limoges apparaît d'ailleurs souvent sur les cadrans des récepteurs radios de l'époque.
- 1965 : « Limoges Centre-Ouest » est rattachée à la station de télévision régionale de l'ORTF qui deviendra FR3 Limousin Poitou-Charentes en 1975.
- 1976 : Vincent Perrot écoutait Radio France Limoges, sur laquelle Jean-Marie Masse animait une émission sur le cinéma. Chaque semaine Vincent Perrot écrivait à l’animateur pour dire qu'il ne partageait pas ses avis sur les films qu'il présentait. Jean-Marie Masse finit par l’inviter à son émission et ce sont ses débuts dans l’audiovisuel à dix-sept ans sur FR3. Il présente l'émission Jeans et basket sur FR3 Limoges.
- 1983 : Radio France reprend la radio locale sous le nom de « Radio Centre-Ouest ». La station diffuse 6 heures de programme spécifique par jour.
- 1984 : « Radio Centre-Ouest » devient « Radio France Limoges » qui émet sur le 103,5 MHz.
- 1986 : « Radio France Limoges » passe à treize heures de programme spécifique par jour.
- Janvier 1989 : « Radio France Limoges » quitte les locaux de FR3 et s'installe au 23 du Boulevard Gambetta.
- 1992 : installation du système numérique « Akaï DD 1000 ».
- 1994 : « Radio France Limoges » arrive pour la première fois en tête des radios sur le département de la Haute-Vienne.
- 1997 : dans le cadre du contrat d'objectif de Radio France, un reporter en résidence est installé à Tulle en Corrèze en attendant la création d’une micro-locale. Travaux de rénovation de la station.
- 4 septembre 2000 : « Radio France Limoges » prend le nom de « France Bleu Limousin ».

### Depuis 2000: membre du réseau France Bleu de Radio France
- 2001 : France Bleu Limousin devient une des premières radios locales numérisées du Réseau Radio France.
- Octobre 2002 : la présence de France Bleu Limousin en Corrèze s'affirme par son installation à Tulle, dans de nouveaux locaux, aux 132-134 du boulevard Victor Hugo.
- Mars 2005 : selon Médiamétrie, France Bleu arrive en tête de toutes les radios sur la région Limousin.
- 16 octobre 2006 : ouverture du site web de France Bleu Limousin.

### 2003-2015: L'aventure corrézienne
Le 20 janvier 2003, France Bleu Limousin crée un décrochage local à Tulle. Les équipes corréziennes de France Bleu ont conçu différents programmes à destination des auditeurs du département, principalement durant la tranche matinale ou durant la mi-journée. Le 26 juin 2015 à 9 h, la micro-locale a fermé son antenne à la suite du plan d'économie du PDG de Radio France, Mathieu Gallet. Cependant, la station a conservé  un journaliste à Tulle. Le reste des employés de l'antenne est rapatrié à Limoges ou au sein d'autres stations locales.

## Identité de la station

### Siège

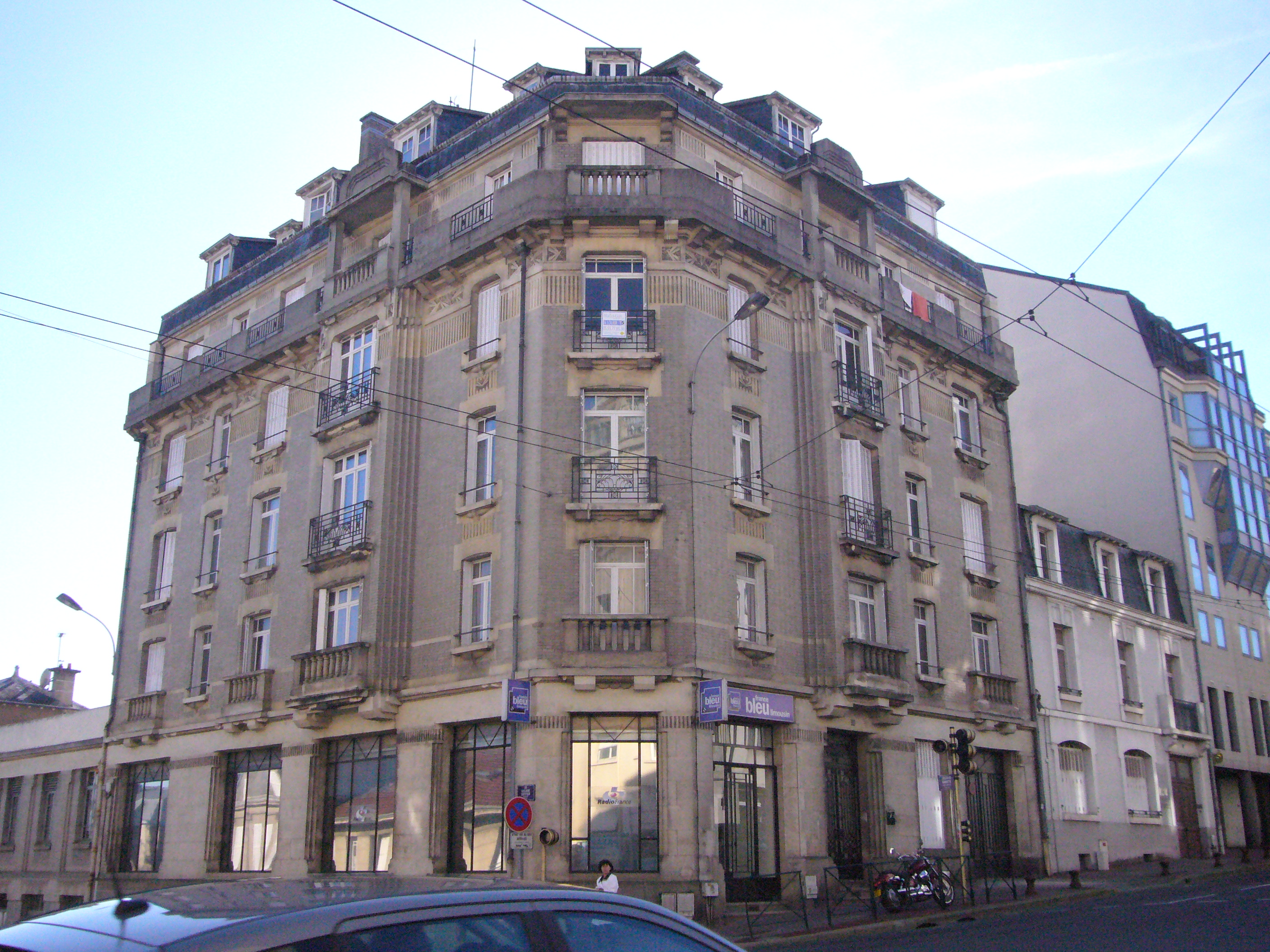
Le siège régional à Limoges.

Le siège de la station se situe à Limoges, au 23 boulevard Gambetta.

### Équipes
- Directeur : Grégory Choquené
- Responsable des programmes : Jérôme Laithier
- Rédacteur en chef : Jérôme Édant
- Responsable technique : Jean-Baptiste Gérard.

France Bleu Limousin dispose d'une équipe de trente collaborateurs dont huit Journalistes et sept animateurs radio.

## Programmation
Les programmes régionaux de France Bleu Limousin sont diffusés en direct :
- de 7 h à 12 h et de 16 h à 19 h du lundi au vendredi ;
- de 7 h à 12 h le samedi et le dimanche.

France bleu Limousin propose également les retransmissions des rencontres sportives du Limoges CSP (basket) et du CAB Brive (Rugby) . 
Les programmes nationaux du réseau France Bleu sont diffusés le reste de la journée et la nuit.

## Diffusion
France Bleu Limousin diffuse ses programmes sur la bande FM et en DAB+ en utilisant, selon les zones géographiques, des fréquences d'émissions spécifiques. Elle est ainsi reçue dans la Haute-Vienne et la Corrèze, sur les secteurs suivants :
Dans la Haute-Vienne
- Basse Marche (FM et DAB+)
- Limoges (FM et DAB+)
- Saint-Léonard-de-Noblat (FM)

Dans la Corrèze
- Argentat (FM)
- Beaulieu-sur-Dordogne (FM)
- Bort-les-Orgues (FM)
- Brive-la-Gaillarde (FM et DAB+)
- Cornil (FM)
- Corrèze (FM)
- Meyssac (FM)
- Tulle (FM et DAB+)
- Ussel (FM)
- Uzerche (FM et DAB+)